# Jack Fuchs
Jack Fuchs (Łódź, 1924 - Argentine, 25 août 2017) est un écrivain argentin d’origine juive polonaise, survivant du Ghetto de Łódź et des camps de concentration d’Auschwitz et de Dachau. Au terme de 40 ans de silence, il s’est résolu à raconter, dans plusieurs ouvrages et dans de nombreuses conférences, son expérience des camps de la mort.

## Biographie
Né à Łódź en 1924 au sein d’une famille juive, il est le deuxième d’une fratrie de quatre enfants. Le 8 septembre 1939, peu après le déclenchement de la Deuxième Guerre mondiale, l’armée allemande, qui venait d’envahir la Pologne, s’empara de Łódź. L’année suivante, à l’âge de quinze ans, il fut enfermé, conjointement avec toute sa famille, dans le ghetto de sa ville natale par les nazis. Il y restera cloîtré pendant cinq ans, avant d'être transféré en août 1944 vers le camp de concentration d’Auschwitz, où il vit pour la dernière fois ses parents et ses frères et sœurs. On le sélectionna bientôt pour partir travailler dans le camp de Dachau, où il restera jusqu’à la fin de la guerre.
La paix revenue, et après une période passée aux États-Unis, Jack Fuchs décida en 1963 de s’établir définitivement en Argentine. Il y épousa une femme d'origine française et fonda une petite usine de confection.

## Témoignage
En 1993, au bout de 40 ans de silence, Jack Fuchs, qui vit actuellement à Buenos Aires, fut interrogé par la fondation Steven Spielberg, laquelle s’est donné pour but de recueillir les témoignages de survivants de l’holocauste. Depuis lors, Fuchs est sorti de son mutisme et s’emploie intensément à faire connaître la Shoah dans son pays d’adoption, d’une part en prononçant de nombreuses conférences dans des institutions, écoles et universités de diverses villes d’Argentine, et d’autre part en publiant des livres où il relate son expérience, notamment Tiempo de Recordar en 1995, et Dilemas de la Memoria en 2006, qui décrit la période allant de son enfance à Lodz jusqu’à Auschwitz. Il est par ailleurs collaborateur à la chronique Contratapa du journal portègne de centre gauche Página/12.
Cependant, le propos de Fuchs, homme de gauche et peu enclin au sionisme, est de portée plus générale et traite de la discrimination, des droits de l’homme, et du silence dont est capable l’humanité face au crime en train de se commettre — pas la Shoah exclusivement, mais aussi Hiroshima et Dresde. « Toute cette tragédie juive est en même temps une tragédie universelle », explique-t-il dans Tiempo de Recordar, ajoutant : « En vérité, je ne suis pas un survivant, mais un ressuscité. Depuis la fin de la guerre, de très nombreuses personnes encore périrent. Et celui qui survécut ne songeait pas à la vengeance. Je ne sais si cela est bien ou mal, mais, pour ma part, je ne songeais pas à la vengeance. Je pensais à comment recommencer, une nouvelle fois, à vivre ».

## Honneurs
En juillet 2010, le conseil municipal de la ville autonome de Buenos Aires le nomma Citoyen illustre (« Ciudadano Ilustre ») pour son combat et son engagement en faveur des droits de l’homme.

## Divers
Jack Fuchs figure au centre d’un documentaire intitulé El árbol de la muralla (litt. l’Arbre de la muraille), tourné par Tomás Lipgot et sorti en février 2013. Ce film, auquel Fuchs lui-même a apporté sa participation, retrace son parcours mêlant différentes ressources cinématographiques, telles que séquences d’animation (utilisées pour évoquer son enfance à Lodz et la culture de la communauté de son enfance), images tirées de ses archives personnelles (qu’il avait mises à disposition du réalisateur), entretiens directs avec le protagoniste, et images tournées dans la Pologne actuelle, où Fuchs s’était rendu 40 ans après la guerre (en particulier dans sa ville natale, où il se remit à parler yiddish et visita le cimetière juif).

## Ouvrages de Jack Fuchs
- (es)Tiempo de Recordar, 1995 (éditions Milá, Buenos Aires)
- (es)Dilemas de la Memoria, 2006 (éditions Norma, Buenos Aires)